# Tamburintäubchen
Das Tamburintäubchen (Turtur tympanistria), auch Tamburintaube, Tambourintaube oder Tambourintäubchen genannt, ist eine kleine Art der Taubenvögel. Sie kommt ausschließlich in Afrika vor. Bei einigen Autoren findet man die Art nicht den Afrikanischen Buschtauben zugeordnet, sondern in eine eigene Gattung Tympanistria gestellt.

## Erscheinungsbild
Das Tamburintäubchen erreicht eine Körperlänge von 23 Zentimetern und gehört mit dieser Größe bereits zu den größten Arten der Afrikanischen Buschtauben. Sie ist ein Drittel kleiner als die Lachtaube. Verglichen mit dieser ist die Tamburintaube jedoch kompakter gebaut und weist außerdem einen kürzeren Schwanz auf. Es besteht ein geringfügiger Geschlechtsdimorphismus.
Das Männchen hat ein weißes Gesicht, eine weiße Kehle, Brust und Körperunterseite. Von der Schnabelbasis verläuft ein feiner dunkler Farbstrich zum Auge. Die Körperoberseite ist dunkelbraun. Der Kopf und der Nacken sind allerdings mehr graubraun. Die Flanken sind rotbraun. Der Schnabel ist purpurrot und wird zur Spitze hin dunkelgrau. Die Iris ist braun. Die Füße sind rötlich. Die Weibchen ähneln den Männchen. Allerdings sind bei ihnen die weißen Gefiederpartien grau verwaschen. 
Der Ruf der Tamburintaube ist ein lang andauerndes du-du-du-du-du. Der Flug der Taube ist schnell und gerade. Im Flug fallen insbesondere die rotbraunen Handschwingen auf.

## Verbreitung und Lebensraum
Die Tamburintaube hat in Afrika ein großes Verbreitungsgebiet. Dieses reicht vom Senegal im Osten Afrika bis nach Äthiopien und Kenia. In südlicher Richtung erstreckt es sich durch Ostafrika bis in den Südosten des afrikanischen Kontinents. Die Taube fehlt dagegen in den trockeneren Gebieten des Südwestens Afrikas. Sie kommt auch in dicht bewachsenen Gärten sowie Kakao- und Gummiplantagen vor. Sie ist eine verhältnismäßig scheue Art, die meist erst auffällt, wenn sie auffliegt. 
Das Nest wird gewöhnlich niedrig in Büschen oder Bäumen errichtet. Das Nest ist nur lose aus Zweigen zusammengefügt. Das Gelege besteht aus zwei Eiern. Es brüten beide Elternvögel. Allerdings verbringt das Weibchen die meiste Zeit auf den Eiern. Die Brutzeit beträgt 13 Tage. Die Nestlinge verlassen nach 13 bis 14 Tagen das Nest.

## Haltung in menschlicher Obhut
Das Tamburintäubchen spielt wegen seiner hübschen Färbung, seiner schönen Körperform und seiner leichten Geschlechtsunterscheidung zu den häufig gepflegten Arten in der Wildtaubenhaltung. Sie benötigen für ihr Wohlbefinden allerdings unbedingt große Mengen an ölhaltigen Samen.

## Belege